# Тахчиди, Христо Периклович
Хри́сто Пери́клович Тахчи́ди (род. 13 января 1953, Голодностепская область, Казахская ССР, СССР) — российский офтальмолог, доктор медицинских наук, академик РАН. Заслуженный врач Российской Федерации (2006).

## Биография
Родился 13 января 1953 года в Голодностепской области Казахской ССР (с 1956 года в составе Узбекской ССР) в греческой семье. Оба его деда родились на севере Турции и являлись потомками греков Трапезундской империи. Гонения на христиан заставили их семьи перебраться на территорию современного Краснодарского края. В 1949 году в ходе сталинских репрессий родители Христо Тахчиди были сосланы в Среднюю Азию.
В 1976 г. окончил лечебный факультет Свердловского государственного медицинского института, в 1977 — интернатуру по глазным болезням. С 1977 г. на протяжении десяти лет работал ассистентом, затем доцентом кафедры глазных болезней Свердловского мединститута (зав. кафедрой — проф. Екатерина Григорьевна Михеева). В 1982—1986 гг. являлся заместителем декана лечебного факультета.
В 1983 году защитил кандидатскую диссертацию по офтальмологии, в 2001 — докторскую по микрохирургическим технологиям лечения заболеваний глаза. Доцент (1985), профессор (2003).
В 1987—2001 годах — директор Свердловского (затем — Екатеринбургского) филиала МНТК «Микрохирургия глаза».
В период с 12 января 2001 года по 21 ноября 2011 года — генеральный директор ФГУ «МНТК „Микрохирургия глаза“». 18 апреля 2012 года решением Мосгорсуда восстановлен в должности гендиректора; приказом от 20 апреля 2012 года вновь уволен.
Член ряда крупнейших иностранных офтальмологических обществ, член Президиума правления Всероссийского общества офтальмологов. Имеет награды Европейского общества витреоретинальных хирургов (2001) и Греческого офтальмологического общества (2002).
В 2002—2011 гг. — заведующий кафедрой глазных болезней Московского государственного медико-стоматологического университета имени А. И. Евдокимова.
21 декабря 2011 года избран членом-корреспондентом Российской академии наук. 15 ноября 2019 года избран академиком Российской академии наук.
С 2013 года — проректор по лечебной работе РНИМУ им. Н. И. Пирогова.

## Награды
- Орден Пирогова (5 февраля 2024 года) — за большой вклад в развитие отечественной науки, многолетнюю плодотворную деятельность и в связи с 300-летием со дня основания Российской академии наук[7]
- Заслуженный врач Российской Федерации (18 декабря 2006 года) — за заслуги в области здравоохранения и многолетнюю добросовестную работу[8]
- Премия Правительства Российской Федерации в области науки и техники (20 февраля 2006 года) — за научное обоснование, разработку и внедрение в офтальмологическую практику фотопротекторных искусственных хрусталиков с естественной спектральной характеристикой[9]